# Josef Schlierholz
Josef Schlierholz, später von Schlierholz, (auch Joseph); (* 22. Dezember 1817 in Biberach an der Riß; † 7. Mai 1907 in Stuttgart) war Architekt und Direktor bei den Königlich Württembergischen Staats-Eisenbahnen.

## Herkunft und Ausbildung
Der Vater war Zimmermann, Architekt und Bauunternehmer in Biberach, seine Mutter war Josepha, geborene Bach (* 1787; † 2. Januar 1859 in Biberach an der Riß). Josef Schlierholz besuchte zunächst die Gewerbeschule in Stuttgart und wechselte 1838 an die Bauakademie in München und das dortige Polytechnikum. Praktische Erfahrungen sammelte er als Bauführer beim Umbau der „Irrenanstalt Zwiefalten“. Er schloss seine Ausbildung im Jahr 1842 mit der „höheren Baufachprüfung“ ab.

## Karriere
Eine erste Anstellung fand er im Bezirksbauamt Calw. Am 15. Oktober 1845 wechselte er zu den Königlich Württembergischen Staats-Eisenbahnen, wo er als Eisenbahnbauinspektor die Eisenbahnbauämter Göppingen (1845–1848), Ulm/Oerlingen (1848–1851) und Maulbronn (1851–1854) leitete. 1854 wechselte er in das Bezirksbauamt der Kreisregierung in Reutlingen. Im Jahr 1865 wurde er zum Baurat, 1872 zum Oberbaurat und 1887 zum Baudirektor in der dem königlichen Finanzministerium unterstehenden Zentralbehörde für die Verkehrsanstalten ernannt. 1891 erhielt er die Ernennung zum Direktor und Vorstand der Bauabteilung in der Eisenbahn-Generaldirektion. Am 1. April 1894 wurde er in den Ruhestand verabschiedet.
Als Oberingenieur leitete Schlierholz den Bau von über 300 Kilometer Bahnstrecke, u. a. der Linie Ulm–Sigmaringen und den Albabstieg der württ. Ostbahn von Beimerstetten nach Ulm. Dabei setzte er erstmals für den Hochbau in großem Umfang Beton ein. Hintergrund dafür war die Kostenersparnis und die leichte Verfügbarkeit von Beton im Raum Ulm/Ehingen. Versuchsweise wurden zunächst drei Bahnwärterhäuser aus Beton errichtet. Da sich das als erfolgreich erwies, folgten weitere Hochbauten in dieser Technik entlang der von ihm verantworteten Strecken, so etwa das Empfangsgebäude des (ehemaligen) Bahnhofs Wolfegg.
Von 1862 bis 1865 lehrte er Baukunde an der Universität Tübingen. 1876 wurde er für den Wahlbezirk Tettnang in den württembergischen Landtag gewählt, dem er bis 1889 angehörte. Für seine Lebensleistung wurde er vom König von Württemberg geadelt. Er war Ehrenbürger mehrerer Städte.
Josef von Schlierholz war zudem Mitglied des technischen Ausschusses des Vereins deutscher Eisenbahnverwaltungen und als deutscher Vertreter Mitglied des Verwaltungsrats der Gotthardbahn.

## Wissenswert
Neben seinen Arbeiten für die Eisenbahn ist von ihm ein Entwurf für Festsaal, Kirche und Küchengebäude des Irrenhauses in Tübingen bekannt.

## Schriften
- Handbuch zur Ermittlung der Bauhandwerks-Arbeiten und zur Anfertigung von Bauanschlägen für Baumeister, Cameralisten, Oekonomen, Bauherren, Bauhandwerker, Baubeflissene und Bauliebhaber von einem praktischen Architekten. Haspel, Schwäbisch Hall 1846.
- Bauvorschriften für die beim Hoch- und Straßenbau vorkommenden Bauarbeiten nebst einer Instruktion für Bauführer ; ein Handbuch für Baumeister, Verwaltungsbeamte, Ortsvorsteher, Bauherrn, Bauhandwerker, Baubeflissene und Bauliebhaber. Schweizerbart, Stuttgart 1847.
- Atlas zu den Vorträgen über Hochbaukunde an der Universität Tübingen. Tübingen 1863.
- Hochbauten der Königlich Württembergischen Donau-, Allgäu- und Hohenzollern-Bahn. Wittwer, Stuttgart 1876.
- Referat über die vom Verbande deutscher Architekten- und Ingenieur-Vereine in der Abgeordneten-Versammlung gestellte Frage 6: Was für Erfahrungen sind im Vereinsgebiete mit Betonbauten im Hochbau- und Ingenieurwesen bisher gemacht? […]. In: Sitzungsberichte des Vereins für Baukunde in Stuttgart. 1/1879, S. 28–33.
- Referat über die Frage der Verwendung von Beton im Hochbau- und Ingenieur-Wesen. In: Sitzungsberichte des Vereins für Baukunde in Stuttgart. 2/1879, S. 4–7.